# Tempelj Mahamuni Buda

Tempelj Mahamunija Bude (burmansko မဟာမုနိဘုရားကြီး, burmanska izgovarjava: [məhà Muni pʰəjádʑí]; tudi Pagoda Mahamuni) je budistični tempelj in glavno romarsko mesto jugozahodno od Mandalaja v Mjanmarju.  Podoba Mahamunija Bude (dobesedni pomen: Veliki modrec) je božanstvo v tem templju in je prišla iz Arakana.  Je zelo čaščena v Burmi in osrednjega pomena za življenje mnogih ljudi, saj predstavlja Budovo življenje.
Stara tradicija se nanaša na samo pet upodobitev Bude, ki so nastale med njegovim življenjem: dve sta v Indiji, dve v raju in peta je podoba Mahamunija Bude v Mjanmarju. Po legendi je Buda obiskal mesto Danjavadi v Arakanu leta 554 pr. n. št. Kralj Sanda Turija je zahteval, da mu podobo predajo. Po ulivanju Velike podobe je Buda dahnil vanjo in nato je podoba postala natančna podoba Mahamunija.

## Zgodovina

### Izvor
Po legendi je Gautama Buda na svojih potovanjih obiskal Dhanjavadi, glavno mesto Arakana, ko je širil budizem. Ob 26. obletnici kralja tistega časa so pobožni budisti, Buda v družbi Šin Anande in 500 učencev prišli na goro Salagiri v bližini mesta Khaukrah. Kralj Arakana se je skupaj s svojo glavno kraljico Sandro Mali (s svojim spremstvom 1600 dam) in spremstvom ministrov, generalov in uradnikov poklonil Budi. Njegovi nauki so jih globoko ganili in ob njegovem odhodu v Thavuthi (Šravasti) je kralj vztrajal, da pusti tu svojo podobo, da bi jo ljudje častili. V ta namen je Buda nato pod drevesom bodhi teden dni meditiral. V tem času je Saka (v pāliju vladar Trājastriṃša nebes v budistični kozmologiji), ki mu je pomagal pomočnik Visakama, oblikoval pristno podobo Bude s pomočjo okraskov in jo podaril kralju in njegovim ljudem. Prav tako sta Saka in Visakama (ali Višvakarma) ustvarila ločen paviljon za Budovo življenje in uživanje v teh sedmih dneh. Ko je gledal lastno verno podobo, je verjel, da podobnost prava le, če bo Buda zadovoljen in "prežel sliko s svojim duhovnim bistvom" ali "oživel in posvetil" podobo, imenovano "kandasara". Povedal je tudi, da bo podoba pet tisoč let njegov zastopnik. 
Zgodovinar Juliane Schober je zelo jedrnato pojasnil to legendo in kult čaščenja, ki se je razvil okoli "žive" dvojne podobe Mahamunija Bude:
Bogata in zapletena mitologija, povezana s to podobo, vključuje epizode, vzporedne z drugimi zgodbami o Budi ... Obredi in miti o Mahamuniju so tako dosegli dva cilja hkrati: dali lokalni kontekst in akterje v okviru univerzalne budistične kozmologije in zaznali nadaljevanje življenja Bude v budistični politiki Arakana in Zgornje Burme. Teravadska politika je podaljšala življenje z vnovično prisotnostjo Bude in z njo povezane moči kraljev in drugih pokroviteljev te podobe. Čaščenje te Budove podobe je tako utemeljena z lokalnim pojmovanjem verskega pokroviteljstva na družbenopolitičnih področjih. 
Druga legenda v Arakanski kroniki pripoveduje o devetih pojavih, ki so se zgodili, ko je bila podoba posvečena v templju, in so se nadaljevali, ko je Buda odšel. To so: sveta voda, ki se uporablja za umivanje podobe, se ne preliva v skupno posodo; voda, ki se uporablja za umivanje Budove glave, ohranja kakovost vse leto; voda iz rezervoarja, ki je bila uporabljena za pranje Budove glave, obdrži kakovost vse leto; pojavilo se je šest barvnih žarkov, ko so častilci častili podobo v večernih urah; bledi žarki v prisotnosti nevernikov;  prostor v templju samodejno sprejme poljubno število privržencev; listi dreves se nagnejo v smeri Budove podobe; ptice ne preletajo templja; kamniti varuhi na vhodu čutijo prisotnost zla pri prisotnih in jim preprečijo vstop v tempelj.
Naslednja legenda je povezana s šestimi kamboškimi bronastimi kipi (trije levi z glavami, zamenjanimi po burmanskem slogu, triglavi slon, znan kot Airavata, in dva bojevnika v obliki Šive), ki so v templju na severnem koncu dvorišča. Ti kipi so bili prvotno v tempelju Angkor Vat v Kambodži. Verniki verjamejo, da imajo kipi zdravilne lastnosti, da masiranje posameznega dela telesa teh kipov zdravi različne tegobe in bolezni.

### Zgodovina podobe
V stari zgodovini Arakana je poganski kralj Anavrata (r. 1044-1077) poskušal prenesti podobo v Pagan, a brez uspeha. Leta 1784 so Burmanci pod vojaškim vodstvom princa Tada Minsa iz dinastije Konbaung osvojili Kraljevino Mrauk U . Verske relikvije kraljestva, vključno s podobo Mahamunija Bude, so bile zaplenjene in nameščene v templju Mahamuni  ali pagodi pri Amarapuri, na obrobju starega glavnega mesta Mandalaj. Ker je bila podoba Mahamunija prevelika za prevoz, so jo razrezali na dele in nato ponovno sestavili v novem templju. Mandalaj je postal prestolnica pod kraljem Mindonom (r. 1853-1878) in to ostal tudi pod njegovim sinom Tibom (r. 1878-1885) iz dinastije Konbaung (1752-1885). Ko so Britanci leta 1885 zasedli Zgornjo Burmo, da bi preprečili zasedbo Francozom, se je kraljevina končala, vendar pa se je čaščenje podobe Mahamunija nadaljevalo, obiskujejo in častijo jo številni romarji, predvsem Rakhini, Moni in burmanski narodi. 
Nekaj starih bronastih kipov, ki ležijo na dvorišču templja, ima dolgo zgodovino, saj so bili vojni plen. Prvotno so bili kamboški kipi, ki so bili v Angkor Vatu v Kambodži in so prišli v  Ajuthajo leta 1431 s Siamci. Leta 1564 je burmanski kralj Bajinaung osvojil kraljestvo Ajuthaja in trideset takih kipov vzel v Bago (Pegu). Leta 1599 je kralj Razagri iz Mrauk Uja napadel Bago in prinesel kipe v Mrauk U. Nazadnje jih je leta 1785 Tado Minso odpeljal v Amarapuro. Po lokalnem prepričanju so veliko več teh kipov pripeljali iz Arakana, vendar je kralj Tibo mnoge od njih pretopil za topove za utrjevanje svoje palače. Od tridesetih kipov, ki jih je Bajinaung prinesel iz Siama, je le šest ohranjenih do danes in so prikazani v templju. Zaradi svojih domnevnih zdravilnih lastnosti so zelo privlačni.

### Poškodbe
Podoba Mahamunija in njegova okolica sta bili leta 1879 in 1884 poškodovani zaradi požarov. V požaru, ki je izbruhnil med vladanjem kralja Tibaua, so sedemstopenjska konica na opečnem templju, nabožna dvorana, hodniki in drugo pogoreli, čeprav se je sama Velika podoba ohranila. V zlato, ki krasi podobo, so ga oblekli po požaru. Leta 1887 je minister Kinvun Mindži U Kaung prevzel območje in leta 1896 zgradil sedanji tempelj okoli prvotnega svetišča kralja Bodopaje.
Leta 1996 so vojaški voditelji v Burmi sklenili, da bodo obnovili pagodo. Podoba Mahamunija Bude je bila leta 1997 poškodovana. V trebuhu Velike podobe se je pojavila luknja. Verjamejo, da so jo izvrtali tatovi, da bi ukradli dragulje, ki naj bi bili v notranjosti. Rečeno je bilo, da je vojaški častnik zahteval odprtje templja ponoči zaradi sestanka vseh starejših menihov iz večjih samostanov na tem območju, da bi razpravljali o zadevi. Medtem ko je potekalo srečanje, je bila pozornost preusmerjena na domnevno posilstvo budističnega dekleta, kar naj bi zakrivil musliman. Izbruhnil je nemir, vendar se je pozneje pokazalo, da budistično dekle ni bilo posiljeno. To je bil trik, da se preusmeri pozornost od Bude. Tako ostaja skrivnost, ali je bil nakit dejansko odstranjen iz Velike podobe.

## Arhitektura

### Glavni tempelj/Pagoda
Tempelj Mahamuni ali pagoda je kompleks objektov vzdolž ceste iz Mandalaja, ki vodi na jugozahod. Prvotno je bil ob cesti, tlakovani z opeko, ki je bila zgrajena iz palače kralja Bodavpaje do vzhodnega vhoda v tempelj. Nekaj ostankov te ceste je še vedno vidnih. Glavni učni samostan s približno 400 menihi reda thudhama nikaja  je eden  mnogih samostanov, ki so v bližini pagode. Tempelj ima osrednje svetišče in je obkrožen z obsežnim travnikom. Arkade, ki vodijo do glavnega svetišča, imajo veliko kioskov, v katerih prodajajo verske pripomočke, kot so kadilo, sveče, rožni venci, cvetje, oblačila, sandali itd., različne restavracije in čajnice. Sanctum Sanctorum, v katerem je velika Mahamunijeva podoba, je majhna komora, prekrita s streho, sestavljena iz sedmih pjathatov - večstopenjska streha (izpeljanka iz sanskrtske besede prasada) Strop ima bogato okrašeno mozaično oblogo. Arkade so podprte s 252 pozlačenimi in izrezljanimi stebri, ki jih krasijo likovne freske.

### Podoba Mahamunija
Podoba Mahamunija  Bude je v majhni komori, v kateri sedi na prestolu v božanski drži, znani kot bhumisparsa mudra. Ta drža ali mudra simbolizira Budovo premagovanje Mare. Noge so prekrižane s podplati, obrnjenimi navznoter, z desno roko se obredno dotakne tal kot priča preteklih dejanj. Podoba je iz brona,tehta 6,5 tone in je postavljena na 1,84 metra visokem podstavku ter visoka 3,82 metra. Ramena merijo 1,84 metra,  njegov pas 2,9 metra. Ogrnjena je v kraljevski kostum iz "brahmanskega žameta (salve), prsi ji prečkajo insignije". Podoba je kronana, prekrita z diamanti, rubini in safirji. Leva roka se zdi nenatančna, nenavadno velika in je videti, da počiva v naročju z dvignjeno dlanjo.
Zlati listi se redno uporabljajo za obraz Mahamunija Bude, ki jih lepijo moški. Posledica pogoste uporabe zlatih listov je prevleka iz zlata (debeline 15 cm)  glede na brezoblični obris podobe Mahamunija. Treba pa je tudi opozoriti, da desnica, krona in druge ikonografske značilnosti nimajo oblog zlatih listov, kar daje vtis, da so bili to poznejši dodatki k prvotni podobi Mahamunija. Leta 1884, ko je bila pagoda požgana, so na podobo naložili 91 kilogramov zlata, kar pomeni zgodovinsko čaščenje in nadaljnji obstoj kulta Mahamunija.

### Druge vloge
Veliko "napisnih kamnov" kralja Bodavpaja je zbranih na ogled v dolgi galeriji v jugovzhodnem kotu tempeljskega dvorišča. Ti napisi, od katerih so nekateri izdelani iz pozlačenega marmorja in peščenjaka, so bili zbrani iz različnih regij v državi. V jugovzhodni smeri templja je tudi velik rezervoar za vodo, v katerem so ribe in želve, ki jih številni romarji hranijo z riževimi kolači. V bližini templja je muzej Mahamuni, ki prikazuje budizem po vsej Aziji.

## Dnevni obredi
17. februarja 1988 sta Ven Sajadau Budhanta Panja Vamsa iz samostana Htilin in Pitaka Kjaung uvedla obred dnevnega umivanja obraza božanstva ob zori. Začne se vsako jutro ob 4.00 ali 4.30, ko menihi umijejo obraz in zobe podobi Bude. Ta zapleteni obred traja več kot eno uro in ga opravlja višji menih, oblečen v meniško obleko, ki mu pomaga več laičnih pomočnikov, oblečenih v belo. Takoj ko udari boben, starejši menih, ki prebiva v sosednjem samostanu, vstopi v svetišče in začne obred uradnega umivanja obraza z vrsto svežih brisač, ki so jih darovali privrženci. Nato čisti Mahamunijeve zobe z velikim čopičem, sledi še čiščenje s svežimi brisačami. Na podobo nanesejo kremo iz sandalovine in jo ponovno očistijo z brisačami in končno posujejo z odišavljeno vodo. Ko je obred končan, se uporabljene brisače vrnejo privržencem, ki jih s spoštovanjem nesejo v svoja domača svetišča.
Ob posebnih priložnostih, kot je dan uposatha ((sanskrt: upavasatha), je budistični dan spoštovanja, ki obstaja še iz Budovega časa (500 pr. n. št.) in ga še vedno ohranjajo v budističnih državah), predsedujoči menih obesi okoli njenih ramen oranžno haljo in ga pahlja. Glavni zbor privržencev je priča obredu; nekateri moški sedijo v sprednjem predelu, medtem ko drugi, vključno ženske in otroci, sedijo v srednjem in zadnjem koncu preddverja. Verniki darujejo hrano in druge predmete, ki so jih prinesli na pladnju do božanstva in mrmrajo molitve, medtem ko se izvajajo obredi. Pozimi je podoba ogrnjena s plaščem meniškega reda.
Ko so vladali burmanski kralji, so Veliki podobi darovali dnevno. Hrana in druge daritve, pokrite s kraljevim belim dežnikom, so prinesli v procesiji iz palače v spremstvu ministra, kar je bila čast suverenega vodje države.

## Praznovanje
Velik letni festival pagode, znan kot 'Mahamuni Paja Pve' ("pve" pomeni "festival"), je bil na začetku februarja, ob koncu budističnega leta (vasa), ko so praznovali zgodovino pagode. Med festivalom so poleg dnevnih obredov recitirali Pathano iz "knjige Pogojni odnosi". Ta knjiga je filozofsko besedilo, ko Buda pripoveduje svoji materi v pridigi v nebesih tavatimsa,  in je sveto pismo v paliju. Recitacija je posebnost, ki se nadaljuje nekaj dni. Menihi recitirajo iz svetih spisov v skupinah po dva ali tri. Slovesnosti vključujejo tudi različne oblike zabavnih programov, kot so ples, glasba, gledališče itd. in je tudi družabni dogodek, ki omogoča družinam in prijateljem, da se srečajo in pozdravijo drug drugega. Glede na to, da se med praznično sezono zbirajo velike množice romarjev, so v bližini policisti, videokamere so postavljene na številnih delih templja zaradi varnosti.

## Galerija
- Verniki pred Veliko podobo v majhnem svetišču
- Hodnik v pagodi Mahamuni
- Nakupovalne arkade na vzhodnem pristopu
- Molilni zvonovi na vhodu v pagodo Mahamuni
- Zgodovinske slike Mahamunija
- Severovzhodni paviljon
- Zahodni dostop v 1900
- Ribnik z želvami v 1900
- Vzhodni pristop v 1900
- Hodnik v 1900